# Matteo Moranzone
Matteo Moranzone (Venezia, ... – Zara, 1462) è stato uno scultore e intagliatore italiano della Repubblica di Venezia.

## Biografia
Figlio di Andrea Maranzone e fratello di Lorenzo, con il quale iniziò la sua carriera in varie collaborazioni,
Andrea appartenne ad una nota famiglia di scultori in legno attivi nel Veneto nei secoli XIV, XV e XVI.
Nel 1408 eseguirono in San Marciliano una pala lignea eseguita per l'altare del Corpus Domini.
Quasi tutta l'attività di Matteo si svolse a Zara, dove si trasferì con la famiglia esordendo nel 1418 con il coro della cattedrale di Santa Anastasia.
Per la stessa cattedrale Matteo realizzò altre due opere: un perduto tabernacolo, e un grande lavoro scultoreo molto pregevole composto da un grande crocifisso, con alle estremità i simboli degli Evangelisti e dalle figure dell'Annunciazione e di Dio Padre, oltre alle statue della Madonna, di San Giovanni Evangelista e dei dodici Apostoli.
Fino al 1451 sono varie le informazioni riguardanti la carriera di Matteo a Zara, anche se conservò contatti con Venezia, mentre la sua morte può essere stabilita tra il 20 luglio e il 23 ottobre 1462, quando il figlio Francesco Moranzone è detto «quondam magistri Mathei».
Tra i discendenti, si può menzionare il nipote pittore e intagliatore Giacomo Moranzone.

## Opere
- Una pala lignea eseguita per l'altare del Corpus Domini in San Marciliano (1408);
- Coro della cattedrale di Santa Anastasia a Zara (1418);
- Un perduto tabernacolo per la cattedrale di Santa Anastasia a Zara;
- Lavoro scultoreo composto da un grande crocifisso, con alle estremità i simboli degli Evangelisti e dalle figure dell'Annunciazione e di Dio Padre, oltre alle statue della Madonna, di San Giovanni Evangelista e dei dodici Apostoli per la cattedrale di Santa Anastasia a Zara.